# ديروط (المحمودية)
قرية ديروط هي إحدى القرى التابعة لمركز المحمودية في محافظة البحيرة في جمهورية مصر العربية. حسب إحصاءات سنة 2006، بلغ إجمالي السكان في ديروط 15106 نسمة، منهم 7430 رجل و7676 امرأة.